# Pavel Ivanovič Čičikov
Pavel Ivanovič Čičikov è il protagonista de Le anime morte, la più celebre opera di Nikolaj Vasil'evič Gogol'. 
Čičikov è, come declama lo stesso biglietto da visita dato al cameriere dell'albergo dove alloggiava nella città di N., consigliere di collegio: quindi appartenente al sesto grado della gerarchia civile, secondo la tabella voluta da Pietro il Grande che ne comprendeva 14. 
L'affare di Čičikov è quello di comprare "anime" e meglio ancora "anime morte", ovvero servi della gleba (la parola "anima" in russo ha due significati: sia anima propriamente detta sia servo della gleba) che essendo morti dopo l'ultimo censimento, risultano ancora in vita "sulla carta" e sui quali, quindi, si pagano ancora le tasse.
Approfittando di questa discrepanza burocratica, Čičikov cerca di convincere tutta una serie di pittoreschi proprietari terrieri a farsi cedere gratis o per pochi rubli tutte le "anime" di cui dispongono, con il celato intento di poter mettere insieme una cospicua quantità di "contadini virtuali" ipotecando i quali potrà costituire un grosso capitale.
(Le Anime Morte)

## Curiosità
- A Čičikov è dedicata anche una delle lettere dell'opera Illustrissimi del futuro papa Albino Luciani intitolata Il Tempo degli Impostori.
- Inizialmente il titolo dell'opera era stato trasformato dalla censura in Le avventure di Čičikov o Anime Morte.
- Michail Afanas'evič Bulgakov lo fa protagonista del suo racconto  Le avventure di Čičikov.
- Nella parte finale del film "Rimetti a noi i nostri debiti", il protagonista Guido viene aggredito e spintonato dal collega contro una tomba; su di essa si può leggere il nome di Čičikov, le sue date di nascita e morte.